# Ronald Shakespear
Ronald Shakespear (Rosario, 1941) es un diseñador gráfico argentino.

## Biografía
Nace en Rosario, provincia de Santa Fe, Argentina, en 1941. Está casado con Elena Peyron y tiene cinco hijos. Lorenzo, Bárbara, Juan, María y Sofía.
Trabaja en diseño desde hace 50 años. Hoy dirige su estudio junto a sus hijos Lorenzo, Juan y Bárbara. Fue profesor titular de la cátedra de diseño en la FADU, UBA (1985-1990) y presidente de la Asociación de Diseñadores Gráficos de Buenos Aires (1984-1986).
Ronald es ampliamente reconocido en el mundo por sus intervenciones en los sistemas de Señalización y en Identidad Visual.

## Obra
Es autor de los megaproyectos urbanos para la señalización de los Subterráneos de Buenos Aires (Subte) —con Lorenzo y Juan Shakespear (1995-2008)— , los hospitales municipales, —Ronald y Raúl Shakespear (1978)— la señalización de Buenos Aires —Plan Visual de Buenos Aires, Estudio González Ruiz/Shakespear (1971-1972)—, el Bioparque Temaikèn, —con Lorenzo y Juan Shakespear (2002)—, Autopistas del Sol, el Tren de la Costa, Parque de la Costa, Expo América '92, entre otros muchos.
Su estudio ha diseñado más de mil proyectos de identidad visual como el Club Atlético Newell's Old Boys (club del cual es reconocido simpatizante), Banco Galicia, Luigi Bosca, Boca Juniors, Duty Free Shop, Netizen, Banco Hipotecario, Banco Río, Oca, Red Link, Metrovías, Tecpetrol, Banelco, Avex, Harrods, Banco Patagonia, etc. Su afiche (1964) para el Hamlet de William Shakespeare, ha sido oportunamente exhibido en la Exposición 120 Carteles del Siglo xx en México entre otras exposiciones y se encuentra en colecciones privadas y en la colección permanente del Museo de Arte Moderno de Buenos Aires.

## Exposiciones
La obra gráfica de Diseño Shakespear ha sido expuesta en el Centre Georges Pompidou de París, en la Triennale ICCID de Milán y retrospectivas en el Museo Nacional de Bellas Artes, en el Teatro General San Martín, el Centro Recoleta, en la Universidad Iteso de Guadalajara y en la Bienal del Cartel de Xalapa. En junio de 2005 se realiza la Expo Antológica de Diseño Shakespear en el Centro Borges de Buenos Aires. 

## Reconocimientos
Ronald Shakespear ha recibido el Segd Fellow Honour Award 2008 en Austin, Texas. El premio —que por primera vez se otorga a un latinoamericano— se entrega anualmente a aquellos diseñadores que han promovido los más altos valores en el diseño ambiental y han contribuido al crecimiento de la profesión. El Fellow Honour Award ha sido otorgado en años anteriores a Iván Chermayeff, Robert Venturi, Massimo Vignelli, Garry Emery, Lance Wyman, Deborah Sussman, entre otros.
En 1992 recibió el Diploma al Mérito de los Premios Konex como uno de los cinco mejores diseñadores gráficos de la década.
En 2013, FADU de la UBA lo ha nombrado profesor honorario de la Universidad de Buenos Aires.

## Publicaciones
- Señal de Diseño: Memoria de la práctica, Shakespear, Ronald, Buenos Aires : Paidós, 2009.